# Aphelandra madrensis
Aphelandra madrensis är en akantusväxtart som beskrevs av Gustav Lindau. Aphelandra madrensis ingår i släktet Aphelandra och familjen akantusväxter. Inga underarter finns listade i Catalogue of Life.